# Manuel Garcia-Barrado
Manuel Garcia-Barrado sen. (* 1. Januar 1918 in Madrid; † 5. Dezember 2006 in Mauthausen) war ein Freiwilliger im spanischen Bürgerkrieg und Überlebender des KZ Mauthausen.

## Leben
Manuel Garcia-Barrado war 1937 auf Seiten der Republikaner einer der Verteidiger der Stadt Madrid gegen die Franquisten. Nach der Niederlage der Republikaner flüchtete er nach Frankreich, wo er im Lager Gurs inhaftiert war. Er meldete sich zur Fremdenlegion.
Nach dem Westfeldzug 1940 wurde Garcia-Barrado als Kriegsgefangener im Stammlager Stalag XII D (Trier) inhaftiert. Am 3. April 1941 wurde er in das KZ Mauthausen überstellt. Er überlebte als Bauzeichner im Hauptlager und danach im Außenlager Gusen. 1945 wurde er in Gusen befreit.
Garcia-Barrado blieb in der Gemeinde Mauthausen, heiratete und bekam zwei Söhne. In der Nachkriegszeit war er Fußballspieler im ASKÖ Mauthausen. Später übernahm er die Leitung der ֲֲֲֲKZ-Gedenkstätte Mauthausen. 1983 trat er in den Ruhestand.

## Auszeichnungen
- Manuel Garcia-Barrado wurde zum Ritter der spanischen Ehrenlegion ernannt. Diese Auszeichnung Garcia-Barrados verstand König Juan Carlos I. selbst als eine Verneigung des Königreiches vor den spanischen Häftlingen in den Konzentrationslagern der Nationalsozialisten.
- Garcia-Barrado war Träger des Goldenen Verdienstzeichens der Republik Österreich und des Silbernen Verdienstzeichens des Landes Oberösterreich.